# Malmea dielsiana
Malmea dielsiana là loài thực vật có hoa thuộc họ Na. Loài này được Saff. ex R.E. Fr. mô tả khoa học đầu tiên năm 1930.